# Диалекты науатль
Многие диалекты науатль принадлежат группе науа юто-астекской семьи языков и образуют группу разновидностей, на которых говорят в Центральной Мексике. Некоторые органы, такие как правительство Мексики и справочник Ethnologue, рассмотрим современные отдельные разновидности науатль, потому что у них имеется взаимопонятность и представляющие собой различные этнические идентификации. В 2008 году мексиканское правительство признаёт 30 разновидностей, на которых говорят в Мексике (список см. ниже).
Исследователи различают несколько направлений, где каждый диалект имеет ряд общих функций: одна схема классификаций отличается инновационными классическими диалектами, на которых говорят вокруг города Мехико, от консервативных периферийных, на которых говорят на севере, юге и востоке от центральной территории, в то время как другая схема отличается основным расколом между западными и восточными диалектами.

## Современные диалекты науатль и их примерная классификация

#### Восточно-западная классификация
- Восточный науатль
  - Уастеканский науатль
  - Геррерский науатль
  - Сьерра-пуэбланский науатль
  - Теуакан-сонголиканский науатль
  - Истмус-науатль
  - Пипиль
- Западный науатль
  - Центральный науатль
    - Классический науатль
    - Центральные науатль
    - Восточно-пуэбланский науатль
- Западно-периферийный науатль
  - Колима-дурангский науатль
  - север штата Мехико (альмомолоянский, сультепекский)
  - Халиско-наяритский науатль
  - Северо-геррерский науатль
  - Мичоаканский науатль
  - Почутекский науатль

#### Центрально-периферийная классификация
- Западно-периферийный науатль
  - Западное побережье
  - Западное Мехико
  - Дурангско-наяритский науатль
- Восточно-периферийный науатль
  - Сьерра-пуэбланский науатль
  - Истмус-науатль
  - Пипиль
- Уастеканский науатль
- Центральный науатль
  - Ядерная подзона (в и около Мексики)
  - Пуэбла-тласкаланский науатль (территории границы между штатами Пуэбла и Тласкала)
  - Хочильтепек-уатлатлауканский науатль (южнее города Пуэбла)
  - Юго-восточный пуэбланский науатль
  - Центрально-геррерский науатль
  - Южно-геррерский науатль

### Список диалектов науатль, признанных в ISO 639-3, по количеству носителей
- nhe — восточно-уастеканский — 450 000
- nhw — западно-уастеканский — 450 000
- ngu — геррерский — 200 000
- nlv — орисабанский — 140 000
- nhs — юго-восточный пуэбланский — 135 000
- azz — горно-пуэбланский — 125 000
- ncj — северо-пуэбланский — 66 000
- nhn — центральный — 50 000
- nhx — истмус-мекаяпанский — 20 000
- ncx — центрально-пуэбланский — 18 000
- nhm — морелосский — 15 000
- nhy — северо-оахакский — 10 000
- nhq — уаскалеканский — 7000
- nhp — истмус-пахапанский — 7000
- nhk — истмус-косолеакакенский — 5500
- nhg — тетельсингский — 3500
- ncl — мичоаканский — 3300
- nhz — санта-мария-ла-альтанский — 3000
- nhi — сакатлан-ауакатлан-тепецинтланский — 2000
- nuz — тламакасапанский — 1500
- naz — коатепекский — 1500
- nln — дурангский — 1000
- nht — ометепекский — 500
- nhv — темаскальтепекский — 300
- nhj — тлалицлипанский — 100
- ppl — пипиль — 100
- nhc — табаскский